# أمامة الغفارية
إمامة، وقيل أمة بنت الحكم الغفارية، وقيل أمية بنت أبي الصلت الغفارية، صحابية روت عن الرسول محمد. وروى عنها ابنها سحيم أنها قالت: سمعت رسول الله ﷺ يقول: «إن الرجل ليدنو من الجنة حتى ما يكون بينه وبينها إلا قيد رمح فيتكلم بالكلمة فيتباعد منها أبعد من صنعاء.» وهو حديث ضعيف.